# Froschwasser
Das Froschwasser ist ein 1,6 km langer Bach, der bei Geichsenhof im mittelfränkischen Landkreis Ansbach von rechts in das Heiligenbächl mündet. 

## Verlauf
Die Quelle des Froschwassers liegt bei der Kreisstraße AN 19 nördlich von Neuendettelsau. Es fließt etwa 400 Meter entlang der Gemarkungsgrenze in nordöstlicher Richtung, speist dann eine Weiherkette, und nimmt nach weiteren 400 Metern einen namenlosen nur 200 Meter langen rechten Zufluss auf und setzt seinen Lauf unverändert fort bis zur Froschmühle, der einzigen an diesem Bach einstmals betriebenen Mühle, und weiter zur Anschlussstelle 54 der A 6 bei Geichsenhof, wo es als rechter Zufluss in das Heiligenbächl mündet. Das Froschwasser ist insgesamt stark begradigt. In der Bayerischen Uraufnahme wurde es nicht verzeichnet.

### BayernAtlas („BA“)
Amtliche Online-Gewässerkarte mit passendem Ausschnitt und den hier benutzten Layern: Lauf und Einzugsgebiet des Froschwassers

Allgemeiner Einstieg ohne Voreinstellungen und Layer: BayernAtlas der Bayerischen Staatsregierung (Hinweise)
1. 1 2  Höhe abgefragt auf dem Hintergrundlayer Amtliche Karte (Rechtsklick).
2. ↑  Länge abgemessen auf dem Hintergrundlayer Amtliche Karte.
3. ↑  Einzugsgebiet abgemessen auf dem Hintergrundlayer Amtliche Karte.